# Escudo de Singapur
El escudo de armas de Singapur fue adoptado el 3 de diciembre de 1959. Las armas consisten en un campo de gules en el que figura un creciente (luna creciente) de plata surmontado por cinco estrellas con cinco puntas del mismo metal colocadas una, dos y dos. El esmalte gules (color rojo) es el símbolo de la hermandad universal y la equidad del hombre y el blanco significa pureza y virtud. Las cinco estrellas representan los cinco ideales de democracia, paz, progreso, justicia y equidad. El escudo está sujeto por dos figuras: un león de oro a la izquierda y un tigre a la derecha, en sus colores naturales. El león representa a Singapur y el tigre los vínculos históricos de la isla con Malasia. En la parte inferior hay una cinta en la que aparece escrito el lema nacional “Majulah Singapura” (Adelante Singapur).

## Evolución histórica del escudo

Escudo de armas de las Colonias del Estrecho (1826–1942, 1945–1946)
Escudo de armas de la Colonia de Singapur (1948-1959)
Escudo de armas de la Colonia de Singapur (1946-1963)
Insignia de Singapur en las Colonias del Estrecho